# 鯊魚子Saba
鯊魚子Saba（英語：Sameko Saba，日语： Sameko Saba */?）是位美國個人勢英語虛擬YouTuber。2025年6月28日在YouTube進行首次直播，僅在出道2天後的7月1日達成100萬訂閱里程碑，成為史上最快達成百萬訂閱的VTuber。

## 角色設定
鯊魚子Saba的角色設計者為，Live2D插圖由繪製
，Live2D模型設計者為。人設為6月20日出生的魚少女，初配信上提供的身分證之身高為35公分，後公開的官方身高設定則為150公分；喜歡懷舊主機遊戲、節奏音遊。YouTube頻道會員專屬內容包括卡拉OK、電影觀賞等。鯊魚子Saba的粉絲名經觀眾票選定為「Kaniki」，由日文「螃蟹」（カニ）與「大哥」（アニキ）組合而成。

## 經歷
2025年5月18日，鯊魚子Saba在YouTube上發布第一部名為的影片，內容搭配著音樂循環唱著。影片中的音樂是由作曲家混音及製作，畫面中的魚則是由繪製。接著鯊魚子Saba於5月19日X社群平台上發出第一篇貼文。其後透過釋出一段與螃蟹撿貝殼的動畫短片，揭示其虛擬形象與角色設定，包括金色雙馬尾、海軍藍指甲油、貓耳與大型魚尾等特色。該動畫影片於預告上線半天內獲得超過180萬觀看與數萬次互動，受到廣泛關注。
2025年6月28日17點，鯊魚子Saba在YouTube上首次直播出道的期間最高同接人數達20萬，會員當日即增加1.2萬人。出道直播以輕鬆風格進行，未採用傳統虛擬YouTuber常見的簡報式自我介紹，而是以「身份證」樣式呈現角色設定。其在直播中宣布與知名品牌OMOCAT展開合作，並預告將於Anime Expo活動期間販售聯名周邊商品與由本人設計的貼紙。該消息公布後，OMOCAT網站的限量親筆簽名商品於15分鐘內即宣告售罄，讓OMOCAT官方在7月1日加開預購無簽名版本，以滿足廣大粉絲的需求。
2025年7月1日，鯊魚子Saba的YouTube頻道達成100萬訂閱里程碑，同時也是以自出道日開始2日後最快達成100萬訂閱數的VTuber，一舉打破彩虹社VTuber壹百滿天原莎樂美的14天100萬訂閱數記錄。

## 外部連結
- YouTube上的saba頻道（英文）（Archive.today的存檔，存档日期2025-05-19）
- 鯊魚子Saba的X（前Twitter）（英文）（Archive.today的存檔，存档日期2025-06-28）